# Halalaimus filiformis
Halalaimus filiformis is een rondwormensoort uit de familie van de Oxystominidae.